# Marcin Bułka
Marcin Bułka (Płock, 4 ottobre 1999) è un calciatore polacco, portiere del Neom e della nazionale polacca.

## Carriera

### Club
Il 30 luglio 2016 lascia l'Escola Varsovia - l'accademia calcio del Barcellona in Polonia - accordandosi con il Chelsea, che lo aggrega al proprio settore giovanile. Il 6 luglio 2019 passa a parametro zero al Paris Saint-Germain, con cui firma un biennale. Esordisce in Ligue 1 il 30 agosto contro il Metz, incontro vinto 2-0 dai parigini. Dopo aver rinnovato il proprio accordo fino al 2025, il 28 settembre 2020 passa in prestito al FC Cartagena, in Segunda División.
Il 1º luglio 2022 passa al Nizza in cambio di 2 milioni di euro, firmando un accordo valido fino al 2026.
Dopo quattro stagioni trascorse nelle fila degli aquilotti si trasferisce ai sauditi del Neom neopromossi in Saudi Pro League per 15 milioni di euro.

### Nazionale
Il 4 settembre 2023 viene convocato per la prima volta in nazionale maggiore in sostituzione dell'infortunato Kamil Grabara. Esordisce con la massima selezione polacca il 21 novembre seguente nell'amichevole vinta 2-0 contro la Lettonia.

## Statistiche

### Presenze e reti nei club
Statistiche aggiornate al 17 maggio 2025.
| Stagione                   | Squadra                    | Campionato                 | Campionato | Campionato | Coppe nazionali | Coppe nazionali | Coppe nazionali | Coppe continentali | Coppe continentali | Coppe continentali | Altre coppe | Altre coppe | Altre coppe | Totale | Totale | Totale |
| Stagione                   | Squadra                    | Comp                       | Pres       | Reti       | Comp            | Pres            | Reti            | Comp               | Pres               | Reti               | Comp        | Pres        | Reti        | Pres   | Reti   |        |
| -------------------------- | -------------------------- | -------------------------- | ---------- | ---------- | --------------- | --------------- | --------------- | ------------------ | ------------------ | ------------------ | ----------- | ----------- | ----------- | ------ | ------ | ------ |
| 2019-2020                  | Paris Saint-Germain        | L1                         | 1          | 0          | CF+CdL          | 0               | 0               | UCL                | 0                  | 0                  | SF          | 0           | 0           | 1      | 0      |        |
| set. 2020                  | Paris Saint-Germain        | L1                         | 1          | -1         | CF              | 0               | 0               | UCL                | 0                  | 0                  | SF          | 0           | 0           | 1      | -1     |        |
| Totale Paris Saint-Germain | Totale Paris Saint-Germain | Totale Paris Saint-Germain | 2          | -1         |                 | 0               | 0               |                    | 0                  | 0                  |             | 0           | 0           | 2      | -1     |        |
| 2020-gen. 2021             | FC Cartagena               | SD                         | 3          | -5         | CR              | 1               | -2              | -                  | -                  | -                  | -           | -           | -           | 4      | -7     |        |
| gen.-giu. 2021             | Châteauroux                | L2                         | 9          | -10        | CF              | -               | -               | -                  | -                  | -                  | -           | -           | -           | 9      | -10    |        |
| 2021-2022                  | Nizza                      | L1                         | 1          | -1         | CF              | 5               | -2              | -                  | -                  | -                  | -           | -           | -           | 6      | -3     |        |
| 2022-2023                  | Nizza                      | L1                         | 2          | -2         | CF              | 0               | 0               | UECL               | 3                  | -2                 | -           | -           | -           | 5      | -4     |        |
| 2023-2024                  | Nizza                      | L1                         | 34         | -29        | CF              | 4               | -6              | -                  | -                  | -                  | -           | -           | -           | 38     | -35    |        |
| 2024-2025                  | Nizza                      | L1                         | 34         | -41        | CF              | 0               | 0               | UEL                | 6                  | -14                | -           | -           | -           | 40     | -55    |        |
| Totale Nizza               | Totale Nizza               | Totale Nizza               | 71         | -73        |                 | 9               | -8              |                    | 9                  | -16                |             | -           | -           | 89     | -97    |        |
| 2025-2026                  | Neom                       | SPL                        | 0          | 0          | KC              | 0               | 0               |                    | -                  | -                  |             | -           | -           | 0      | 0      |        |
| Totale carriera            | Totale carriera            | Totale carriera            | 85         | -89        |                 | 10              | -10             |                    | 9                  | -16                |             | 0           | 0           | 104    | -115   |        |

### Cronologia presenze e reti in nazionale
| Cronologia completa delle presenze e delle reti in nazionale ― Polonia | Cronologia completa delle presenze e delle reti in nazionale ― Polonia | Cronologia completa delle presenze e delle reti in nazionale ― Polonia | Cronologia completa delle presenze e delle reti in nazionale ― Polonia | Cronologia completa delle presenze e delle reti in nazionale ― Polonia | Cronologia completa delle presenze e delle reti in nazionale ― Polonia | Cronologia completa delle presenze e delle reti in nazionale ― Polonia | Cronologia completa delle presenze e delle reti in nazionale ― Polonia |
| Data                                                                   | Città                                                                  | In casa                                                                | Risultato                                                              | Ospiti                                                                 | Competizione                                                           | Reti                                                                   | Note                                                                   |
| ---------------------------------------------------------------------- | ---------------------------------------------------------------------- | ---------------------------------------------------------------------- | ---------------------------------------------------------------------- | ---------------------------------------------------------------------- | ---------------------------------------------------------------------- | ---------------------------------------------------------------------- | ---------------------------------------------------------------------- |
| 21-11-2023                                                             | Varsavia                                                               | Polonia                                                                | 2 – 0                                                                  | Lettonia                                                               | Amichevole                                                             | -                                                                      | 46’                                                                    |
| 5-9-2024                                                               | Glasgow                                                                | Scozia                                                                 | 2 – 3                                                                  | Polonia                                                                | UEFA Nations League 2024-2025 - 1º turno                               | -2                                                                     |                                                                        |
| 15-10-2024                                                             | Varsavia                                                               | Polonia                                                                | 3 – 3                                                                  | Croazia                                                                | UEFA Nations League 2024-2025 - 1º turno                               | -3                                                                     |                                                                        |
| 15-11-2024                                                             | Porto                                                                  | Portogallo                                                             | 5 – 1                                                                  | Polonia                                                                | UEFA Nations League 2024-2025 - 1º turno                               | -5                                                                     | 56’                                                                    |
| 6-6-2025                                                               | Varsavia                                                               | Polonia                                                                | 2 – 0                                                                  | Moldavia                                                               | Amichevole                                                             | -                                                                      |                                                                        |
| Totale                                                                 |                                                                        | Presenze                                                               | 5                                                                      |                                                                        | Reti                                                                   | -10                                                                    |                                                                        |

## Palmarès

### Club

#### Competizioni nazionali
- Campionato francese: 1

Paris Saint-Germain: 2019-2020
- Coppa di Francia: 1

Paris Saint-Germain: 2019-2020
- Coppa di Lega francese: 1

Paris Saint-Germain: 2019-2020
- Supercoppa francese: 1

Paris Saint-Germain: 2019